# Börsen-Kurier
Der Börsen-Kurier ist eine österreichische Wochenzeitung. Sie konzentriert sich auf die Themen Finanzen und Wirtschaft. Das Blatt wurde 1922 gegründet, Chefredakteur ist seit 2024 Tibor Pásztory.

## Eigentümer und Verleger
Medieneigentümer ist Florian Laszlo. Sein Vater Herbert Laszlo hatte den Börsen-Kurier 1985 vom Darmstädter Verlag Hoppenstedt gekauft.
Verleger und Herausgeber des Börsen-Kurier ist die FinanzMedienVerlag Ges.m.b.H. Diese befindet sich im Eigentum von Marius Perger und Klaus-Jürgen Schweinegger.